# Château de Semouse
Le château de Semouse (ou château de Pruines) est un château privé situé sur la commune de Xertigny dans le sud du département des Vosges en région Lorraine.

## Situation
Le château se trouve dans la vallée de la Semouse, au sud de la ligne de partage des eaux entre la mer du Nord et la Méditerranée, à l'extrême sud-est du territoire de la commune de Xertigny. Il forme avec d'autres bâtiments l'écart de la « Forge de la Semouse », à cheval sur les deux communes de Xertigny et Plombières-les-Bains, à la confluence de la Semouse et du ruisseau de Bramouse.

## Histoire
La forge de Semouse est fondée en 1697 pour fournir le fer à la tréfilerie de Plombières-les-Bains, dans une vallée possédant l'eau et le bois en abondance, idéal pour l'activité métallurgique en plein essor au début du XVIIIe siècle. En 1833 la forge devient la propriété d'André Hildebrand (1787-1862) puis de la famille de Pruines. Les propriétaires de la forge lui donnent un regain de vigueur en construisant l'annexe de la « Forge Neuve » en aval, des ateliers plus vastes en 1850, une écurie, un lavoir et des logements d'ouvriers, pour lesquels Victor de Pruines reçoit un prix à l'exposition universelle de 1867 dans la section œuvres sociales.
Victor de Pruines (1810-1889),, officier de gendarmerie natif du Cantal, devient le gendre d'André Hildebrand en épousant en 1839 à Xertigny sa fille Éléonore (1817-1877). Propriétaire de la forge en 1862 à la mort de son beau-père, il est également conseiller général du canton de Xertigny entre 1848 et 1871. En 1885, il décide de construire sa résidence principale à la Forge de Semouse, un château de style néorenaissance.
Son fils Albert de Pruines (1842-1922), prend la succession des forges de Semouse (laminage des tôles), de la fabrication de produits finis en fer battu, couverts, taillanderie, étrilles… à Plombières-les-Bains, et rachète la tréfilerie du Blanc-Murger en 1880. Il avait été également capitaine du 1er bataillon de garde nationale mobile des Vosges pendant la guerre franco-allemande de 1870, conseiller général du canton de Xertigny de 1871 à 1880 et de 1886 à 1919, conseiller municipal de Plombières en 1884, membre du conseil d'administration de la Société générale des Eaux minérales de Vittel et de la Compagnie des Thermes de Plombières, et président du conseil d'administration des Houillères de Ronchamp en Haute-Saône. Albert de Pruines s'attache à développer les liaisons entre ses trois usines, avec une locomotive puis avec une ligne à voie étroite récompensée en 1909 à l'exposition internationale de l'Est de la France pour son action en faveur de l'économie sociale et de la mutualité,. En 1895, il construit à côté du château une chapelle de style néoroman (datation par tradition orale), destinée à accueillir les dépouilles de ses parents et des membres de sa famille.
À sa mort en 1922, ses possessions passent par héritage à ses deux filles. La forge cesse ses activités en 1947 et devient une scierie entre 1953 et les années 1970. L'usine est actuellement désaffectée. Le château est acheté par un artisan nancéien en 1984. Jusqu'à aujourd'hui, il ne fait l'objet d'aucune inscription ou classement au titre des monuments historiques, mais son identification a été intégrée dans les enquêtes thématiques régionales (ancienne métallurgie vosgienne), patrimoine industriel et architecture rurale de Lorraine (Vôge méridionale), réalisées par le service régional de l'inventaire,,.
D'autres maîtres de forges ont construit des châteaux au XIXe siècle, tels le château de La Chaudeau de la famille de Buyer, situé en Haute-Saône au sud de Le Clerjus, et le Château Puton construit au XVIIIe siècle par le maître de forges et fermier général Georges Puton (1679-1737). Tous ces châteaux ont été construits lors de la période la plus florissante des forges de la Vôge.
Un incendie le ravage le 16 octobre 2023 au matin, le château est détruit, il ne reste que les murs.

## Description
Le château possède un toit à longs pans et croupes couverts d'ardoises. L'élévation comprend un sous-sol, un rez-de-chaussée et trois étages dont deux sous les combles.
La chapelle située à l'ouest du château possède un toit à longs pans et croupe couverts d'ardoises. Elle accueille les caveaux de la famille de Pruines dont ceux de Victor de Pruines (†1889) et son fils Albert de Pruines (†1922).

## Galerie d'images

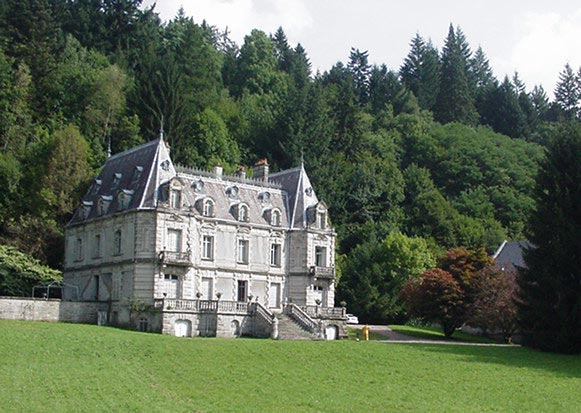
Le château (avant l'incendie) avec la chapelle à droite.
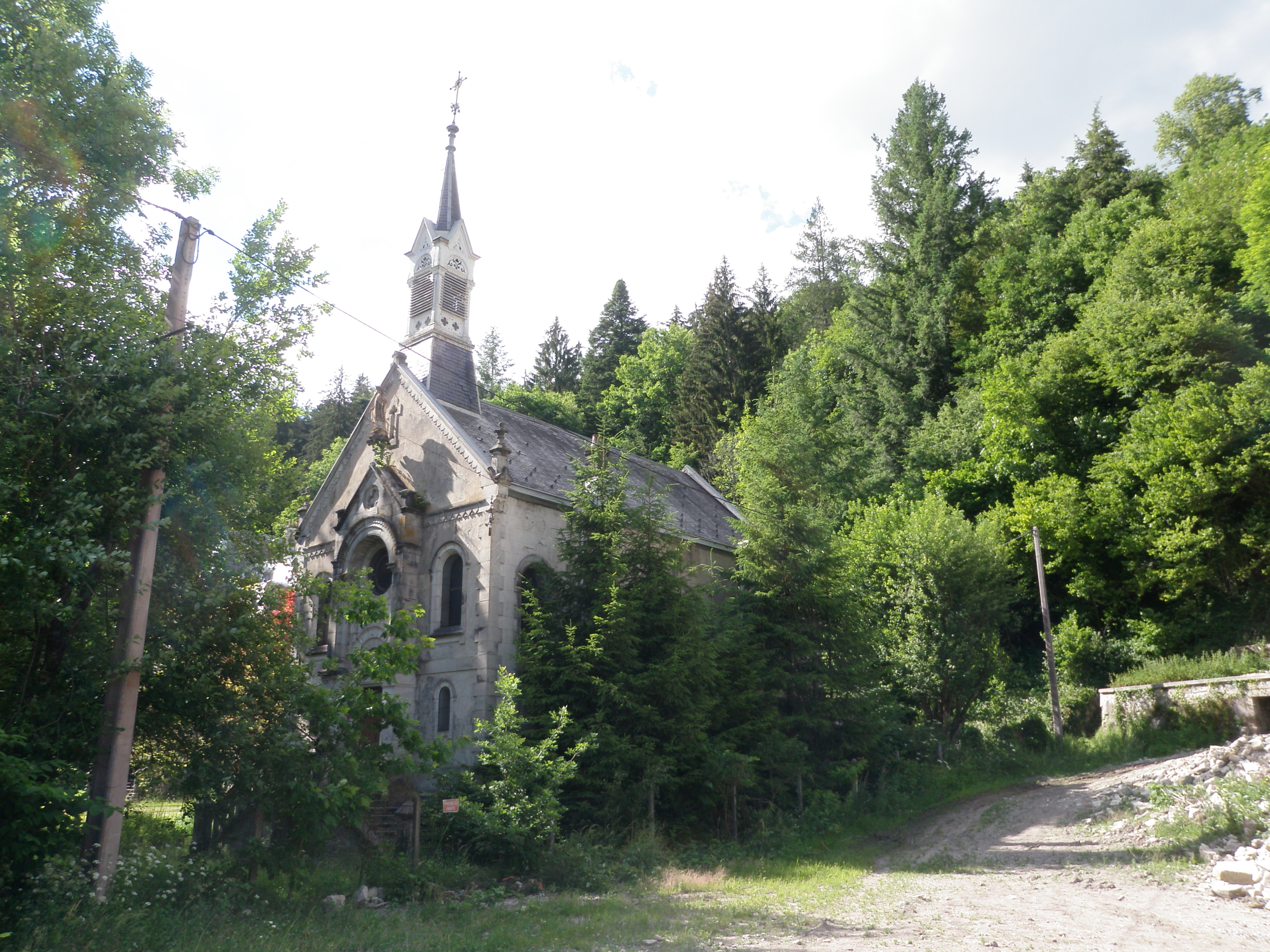
Chapelle funéraire.
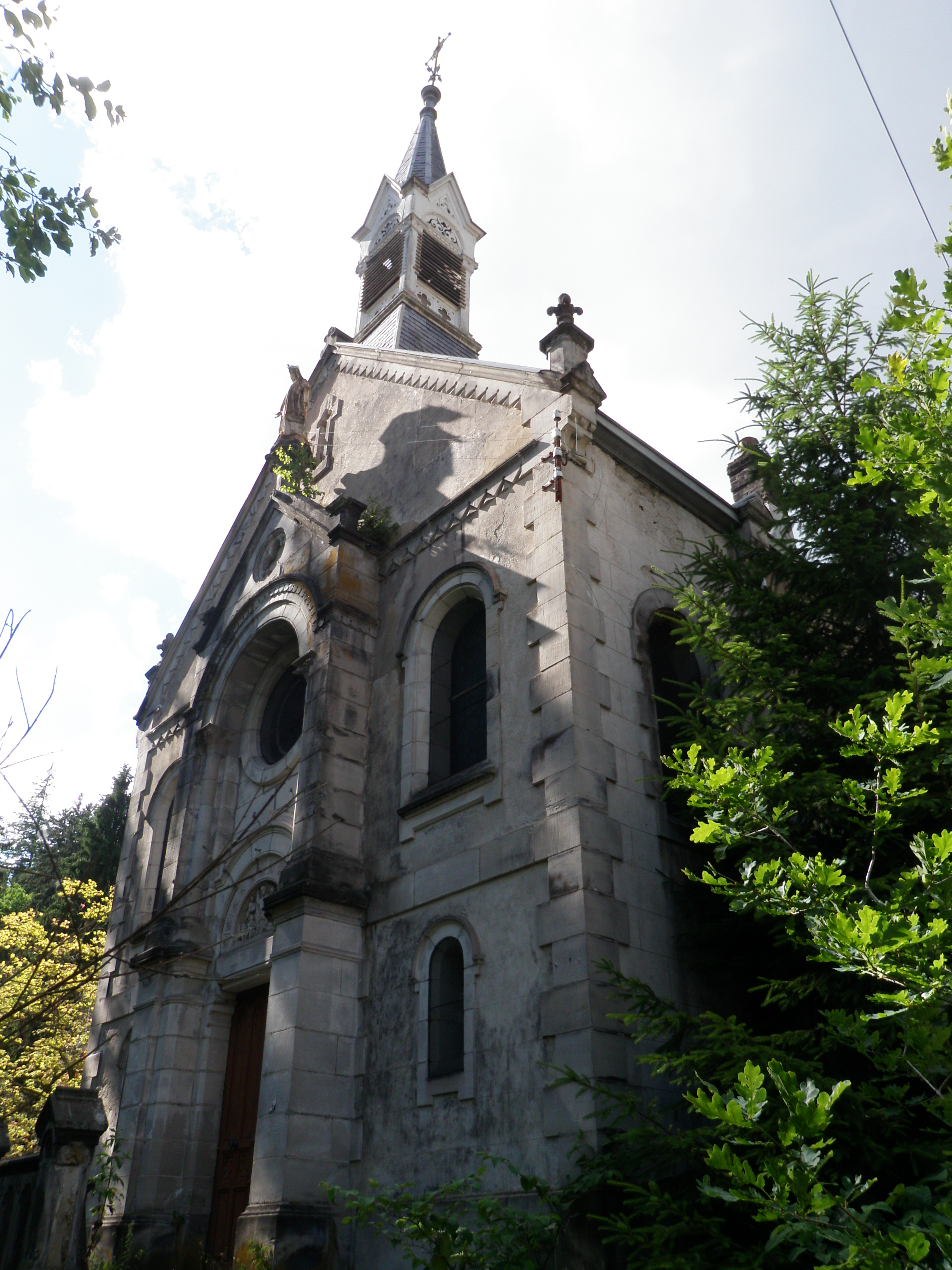
Façade principale de la chapelle funéraire.
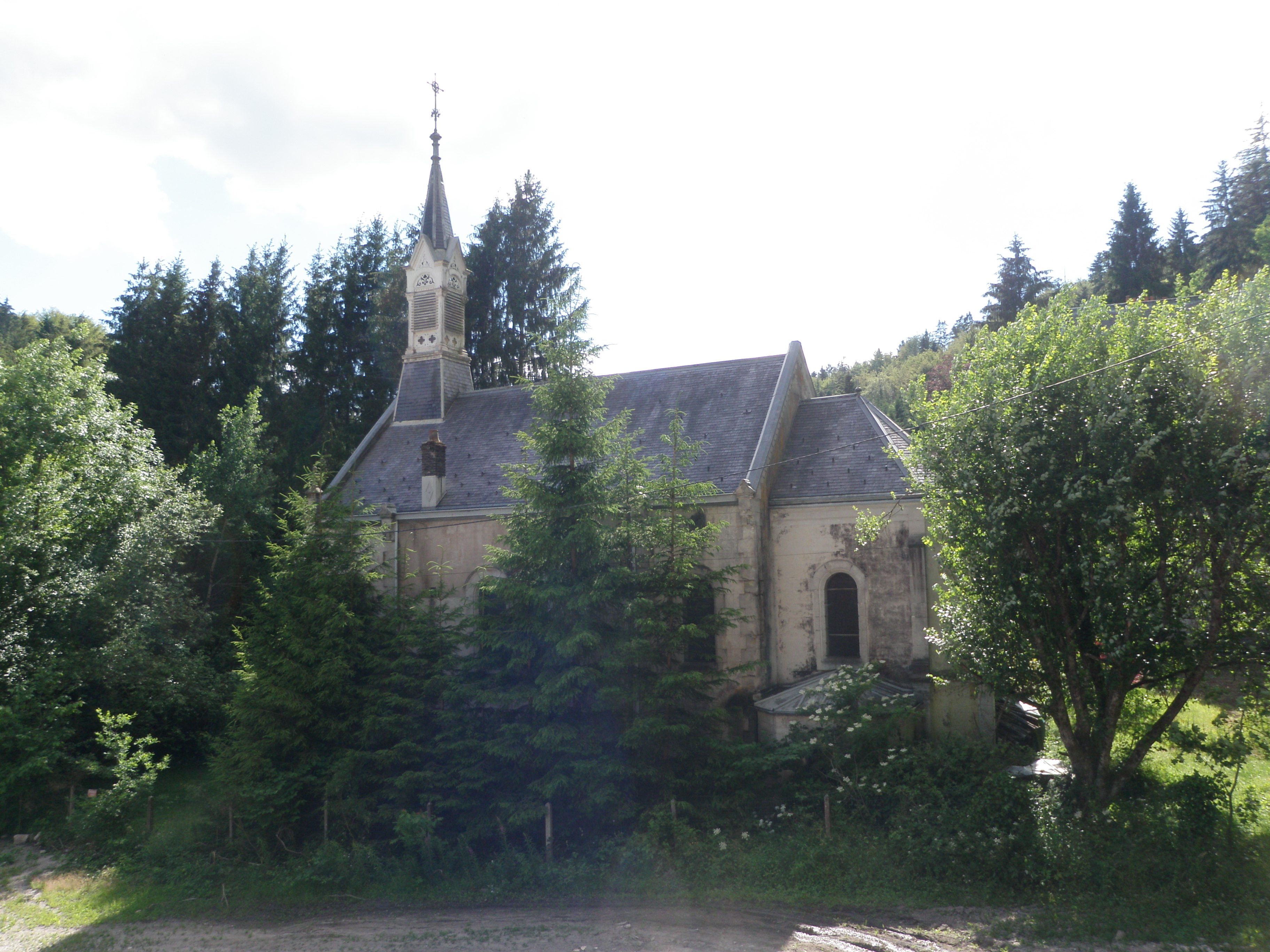
Chapelle funéraire.